# Попов, Юрий Петрович
Юрий Петрович Попов (2 мая 1941, в пос. Красково, Ухтомский район, Московская область, РСФСР — 27 сентября 2016) — советский и российский учёный-математик, специалист в области математического моделирования. Доктор физико-математических наук, член-корреспондент РАН (1997).

## Биография
Родился в семье служащих.
В 1958 г. окончил с золотой медалью среднюю школу и поступил на аэромеханический факультет Московского физико-технического института, который окончил с отличием в 1964 г. по специальности «прикладная математика и вычислительная техника». После этого продолжил обучение в аспирантуре МФТИ.
С 1966 г. работал в Институте прикладной математики АН СССР (ИПМ). С 1975 г. — учёный секретарь Института, с 1980 г. — заместитель директора, в 1999—2008 гг. — директор ИПМ РАН.
В 1971 г. защитил кандидатскую диссертацию (научный руководитель А. А. Самарский), в 1980 г. докторскую диссертацию. С 1981 г. — профессор, в 1997 г. избран членом-корреспондентом РАН.
С 1971 г. преподавал в Московском университете на факультете вычислительной математики и кибернетики, с 1982 г. — в должности профессора. Заведовал кафедрой прикладной математики МФТИ. Профессор МИФИ.
С 2008 г. — советник РАН.
Опубликовал свыше 240 печатных работ, в том числе 3 монографии. Среди его учеников более 20 кандидатов и докторов наук.
Похоронен рядом со своими родителями на кладбище «Ракитки»

## Научные достижения
Основные научные достижения учёного относятся к теории разностных схем и математическому моделированию в задачах газодинамики и магнитной газодинамики.
Соавтор научного открытия № 55 (1968) «Явление образования самоподдерживающегося высокотемпературного электропроводного слоя (Т-слоя) при нестационарном движении в магнитном поле сжимаемой среды». Был научным руководителем проекта РФФИ (№ 06-01-00182), а также соруководителем научной школы (№ НШ 9399.2006.2).
Совместно с А. А. Самарским сформулировал принцип полной консервативности, используемый при построении разностных схем. Построенные на их основе вычислительные алгоритмы для задач газовой динамики, магнитной гидродинамики, гравитационной газодинамики, динамики вязкой жидкости, теплопроводности продемонстрировали высокую эффективность при решении актуальных прикладных задач.
Кроме того, учёным:
- предложены разностные схемы нового типа — схемы с искусственной дисперсией, открывшие новые возможности для численного решения задач,
- проведён большой цикл расчётно-теоретических исследований в области управляемого термоядерного синтеза, сильноточных излучающих электрических разрядов, ориентированных на конкретные установки и конструкции,
- разработаны (совместно с Галаниным М. П.) однородные вычислительные алгоритмы для многомерных задач электродинамики в средах с резко различающимися электрофизическими свойствами, и на их основе проведено исследование и оптимизация ряда технических устройств,
- созданы (совместно с Мажоровой О. С.) новые матричные методы решения многомерных задач динамики вязкой жидкости и выполнено математическое моделирование процесса получения гетерогенных полупроводниковых структур. Эти результаты стали основой для оптимизации технологического процесса и внедрены в производство,
- развиты методы численного решения задач гравитационной газодинамики и получены фундаментальные результаты в теории взрыва Сверхновых, рождении и эволюции аккреционных дисков в двойных звёздных системах.

На основе его работ по математическому моделированию процесса выращивания полупроводниковых структур методом жидкофазной эпитаксии стали основой для оптимизации технологического процесса и внедрены в производство.

## Награды и звания
В 1981 г. в составе авторского коллектива была присуждена Государственная премия СССР, в 1986 г. — Премия Совета Министров СССР.
Награждён орденами «Знак Почёта» (1981), Трудового Красного Знамени (1986), Почёта (2002), а также медалями.

## Научные труды
- «Разностные методы решения задач газовой динамики» — М.: Наука, 1975; переизд.: 1980, 1992 (соавт. А. А. Самарский)
- «Квазистационарные электромагнитные поля в неоднородных средах» — М.: Наука, 1995
- «Математическое моделирование» — М.: Наука, 1996 (соавт. М. П. Галанин)

### Научно-популярные выступления
- Вычислительный эксперимент / Ю. П. Попов, А. А. Самарский. — М.: Знание, 1983. — 64 с. : ил.; 20 см.